# Relations entre l'Afghanistan et la Norvège
Les relations entre l'Afghanistan et la Norvège font référence aux relations bilatérales entre l'émirat islamique d'Afghanistan et le royaume de Norvège.

## Histoire
Les relations diplomatiques entre l'Afghanistan et la Norvège ont été établies en 1931.
L'Afghanistan a une ambassade à Oslo. La Norvège a une ambassade à Kaboul.